# Җ
Җ, җ – litera cyrylicy, Ж z ogonkiem, używana w alfabetach języków tatarskiego i kałmuckiego, była używana w alfabecie turkmeńskim przed przyjęciem przez ten język alfabetu łacińskiego.

## Kodowanie
| Znak                   | Җ                                          | Җ                                          | җ                                        | җ                                        |
| ---------------------- | ------------------------------------------ | ------------------------------------------ | ---------------------------------------- | ---------------------------------------- |
| Nazwa w Unikodzie      | CYRILLIC CAPITAL LETTER ZHE WITH DESCENDER | CYRILLIC CAPITAL LETTER ZHE WITH DESCENDER | CYRILLIC SMALL LETTER ZHE WITH DESCENDER | CYRILLIC SMALL LETTER ZHE WITH DESCENDER |
| Kodowanie              | dziesiątkowo                               | szesnastkowo                               | dziesiątkowo                             | szesnastkowo                             |
| Unicode                | 1174                                       | U+0496                                     | 1175                                     | U+0497                                   |
| UTF-8                  | 210 150                                    | d2 96                                      | 210 151                                  | d2 97                                    |
| Odwołania znakowe SGML | &#1174;                                    | &#x0496;                                   | &#1175;                                  | &#x0497;                                 |